# Byrrhinus testaceipes
Byrrhinus testaceipes är en skalbaggsart som beskrevs av Maurice Pic 1922. Byrrhinus testaceipes ingår i släktet Byrrhinus och familjen lerstrandbaggar. Inga underarter finns listade i Catalogue of Life.